# Maladie à virus Zika
Pour les articles homonymes, voir Zika.
Vous lisez un « bon article » labellisé en 2013.
 Mise en garde médicale
La maladie à virus Zika, également appelée infection à virus Zika, fièvre Zika, voire simplement Zika, est une maladie infectieuse provoquée par le virus Zika, un flavivirus transmis par la piqûre d'un moustique infecté du genre Aedes ; il s'agit du seul arbovirus pour lequel une transmission sexuelle a également été mise en évidence.
D'abord responsable d'épidémies bénignes dans certaines régions tropicales d'Asie et d'Afrique, cette maladie, considérée au début du XXIe siècle comme émergente, a provoqué plusieurs épidémies préoccupantes : en 2007 sur les îles Yap aux États fédérés de Micronésie, en 2013 en Polynésie française, en 2014 en Nouvelle-Calédonie. Depuis 2015, elle provoque une épidémie sur le continent américain. Les premiers cas ont été détectés au Brésil, pays le plus touché, avec plus de 1,5 million de cas.
L'infection à virus Zika est habituellement bien tolérée (souvent asymptomatique) ou induit un syndrome évoquant d'autres arboviroses, avec fièvre, éruption cutanée, céphalée et douleurs articulaires, spontanément résolutif. Cependant, l'infection peut provoquer une microcéphalie chez le fœtus de la femme enceinte touchée et augmente probablement le risque de syndrome de Guillain-Barré chez les malades. Le génome du virus est bien détecté par PCR. Il n'existe aucun traitement spécifique. La prévention repose uniquement sur les mesures de lutte contre la transmission par les moustiques (moustiquaire, répulsif…).
En février 2016 des souches plus virulentes étant apparues, l'Organisation mondiale de la santé a classé le virus Zika comme urgence de santé publique de portée internationale, annonce qui devrait accélérer la lutte internationale contre le virus.

## Histoire

### Découverte
Le virus est détecté la première fois en avril 1947 chez un singe macaque rhésus utilisé comme « sentinelle » (animal en captivité faisant l'objet d'examens périodiques) lors d'une surveillance de la fièvre jaune dans la forêt Zika, au bord du lac Victoria sur la presqu'île d'Entebbe en Ouganda. Il est à nouveau isolé dans la même forêt en 1948 chez un moustique Aedes africanus. Sa spécificité sérologique est décrite en 1952. La transmission vectorielle par un moustique du genre Aedes est par ailleurs prouvée expérimentalement en laboratoire en 1956.
Le premier cas humain est décrit en 1954. En 1968, puis à nouveau entre 1971 et 1975, le virus est isolé chez l'humain au Nigeria. Entre 1951 et 1981, des preuves d'infections, par isolement de virus ou par la recherche de traces sérologiques chez l'humain, sont détectées dans plusieurs pays africains (Ouganda, Tanzanie, Égypte, République centrafricaine, Sierra Leone, Gabon et Sénégal) et asiatiques (Inde, Malaisie, Philippines, Thaïlande, Viêt Nam et Indonésie). Le génome du virus est séquencé pour la première fois en 2006.

### Pics épidémiques connus et niveaux d'alerte
Au début du mois d'avril 2007, une épidémie touche les îles Yap aux États fédérés de Micronésie. Elle culmine au mois de mai, puis régresse, avec des cas décrits jusqu'en juillet. Ce sont près de 900 cas qui sont probablement attribuables au virus Zika, dont 99 cas confirmés,. Le virus a probablement été introduit dans îles Yap par un moustique, ou un être humain infecté, venu des Philippines, où des preuves de sa présence ont déjà été mises en évidence. Une étude sérologique montre que près des trois quarts des habitants de l'île ont été infectés, mais aucune hospitalisation, ni aucun décès lié, ne sont recensés,,. Le virus gagne également d'autres îles proches, comme Ulithi, Fais, Eauripik, Woleai et Ifalik.
Fin 2013, les services sanitaires de Polynésie française estiment que 55 000 personnes ont été touchées par le zika sur une période d'environ trois mois, soit un cinquième de la population totale. Cette épidémie de zika touche pour la première fois un territoire associé à un pays européen, provoquant ainsi un intérêt accru de la communauté scientifique, d'autant plus que la Polynésie française dispose d'un réseau hospitalier et de structures permettant d'observer la propagation de ce virus et son impact sur une population. Fin décembre 2013, 19 cas de complication en syndrome de Guillain-Barré sont enregistrés,, (soit 1 cas sur 2 900 malades).
Une épidémie a touché en 2013-2014 plusieurs îles du Pacifique : la Polynésie française, la Nouvelle-Calédonie (également dans les îles Cook et l'île de Pâques (Chili).
En janvier 2016, l'OMS a fait une déclaration d'urgence et placé le virus sous surveillance élevée, en février l'OMS déclarait la microcéphalie associée au virus Zika au Brésil « urgence de santé publique ». 
 Un peu plus de 10 mois plus tard, (le 18 novembre 2016) l'OMS a mis fin à sa déclaration d'urgence pour recommander une approche de santé publique à portée internationale sur le long terme (PHEIC), ce qui n'est pas une rétrogradation de la maladie sur l'échelle de risque mais « que Zika est là pour rester et que la réponse de l'OMS est également là pour rester », dans les régions où vit le moustique vecteur. L'OMS a insisté sur le fait que le virus Zika et ses complications (dont malformations congénitales et paralysies temporaires) ne disparaîtront pas avant longtemps. La recherche doit se poursuivre sur les modes de propagation du virus, par le moustique et d'une personne à l'autre, sur l'occurrence et les causes des complications graves, sur l'existence éventuelle de cofacteurs, (autres virus, susceptibilités génétiques, facteurs environnementaux...).

## Épidémiologie

### Répartition avant 2013

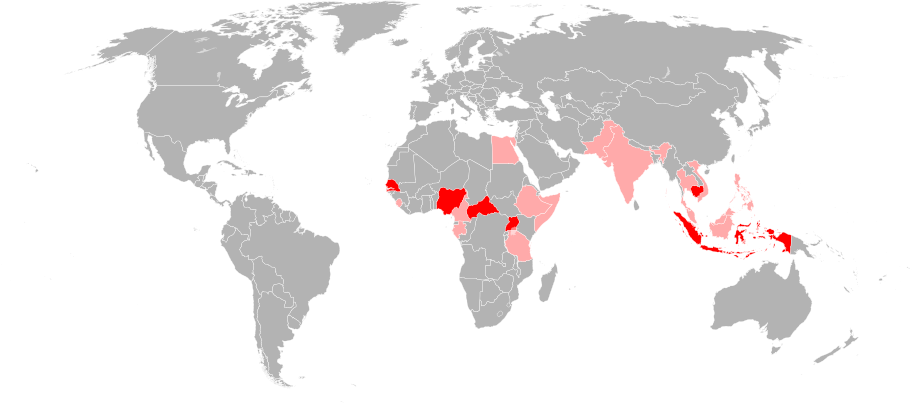
Carte du monde montrant la répartition du virus Zika en 2012 :
Pays où le virus a été isolé chez l'humain.
Pays où des anticorps anti-virus ont été mis en évidence chez l'humain.

Le virus Zika a pour origine des  régions tropicales d'Afrique et d'Asie. En Afrique, il a été isolé chez l'humain en Ouganda, en République centrafricaine, au Nigeria et au Sénégal, et des preuves sérologiques d'infections ont été rapportées en Tanzanie, en Égypte, au Sierra Leone, au Gabon, en Éthiopie, en Somalie et au Cameroun,. En Asie, il a été isolé en Indonésie et au Cambodge, et des preuves sérologiques d'infections ont été décrites en Inde, en Malaisie, en Thaïlande, au Pakistan, aux Philippines, à Singapour et au Viêt Nam,,,.
Le virus est considéré comme émergent, après avoir été identifié comme responsable d'une épidémie sur les îles Yap, en États fédérés de Micronésie, et d'autres îles voisines en 2007. Le virus Zika est néanmoins rarement à l'origine de grandes épidémies et sa diffusion est difficile à suivre : l'infection n'est pas obligatoirement symptomatique, et lorsqu'elle l'est, le diagnostic peut être difficile à poser, tant les symptômes peuvent être confondus à ceux d'autres arboviroses comme la dengue ou le chikungunya,,.
Avant l'épidémie des îles Yap, seuls une quarantaine de cas cliniques étaient décrits. D'autre part, les tests de diagnostic rapide pour la dengue peuvent être sujets à une réactivité croisée avec le virus Zika, occasionnant une mauvaise attribution étiologique pour certaines épidémies de dengue,. L'importance en santé publique et la répartition réelle du virus Zika peuvent dès lors être grandement sous-estimées, ce que tend à suggérer l'amplitude de la séroprévalence mise en évidence dans de nombreuses études.
En 2013, aucun décès ou hospitalisation due à une fièvre Zika n'a été répertorié, mais en 2019, alors que les facteurs explicatif de la propagation rapide et à la gravité de la maladie observée lors des épidémies récentes sont encore insaisissables, à la suite de l'étude fine d'une épidémie survenue en 2015 au Brésil, des liens entre ce virus et celui de la Dengue sont apparus. De manière générale, selon les observations disponibles en 2019, une immunité acquise contre la dengue (DENV) protège l'individu contre une infection ultérieure par le ZIKV, ce qui pourrait expliquer la faible incidence de la maladie Zika observée en Afrique du Sud, cependant, au moins dans certaines circonstances, rares, une infection antérieure par la dengue (qui est un virus apparenté, véhiculé par un moustique) semble — parfois — aggraver le risque de contracter le virus Zika, et qu'il induise une maladie plus aigüe.

### Épidémie américaine

Carte du monde montrant la répartition du virus Zika en janvier 2016 :
Pays où le virus a été isolé chez l'humain.
Pays où des anticorps anti-virus ont été mis en évidence chez l'humain.

- Plus d'un million de cas confirmés.
- Entre 1 500 et un million de cas confirmés.
- Moins de 1 500 cas confirmés.

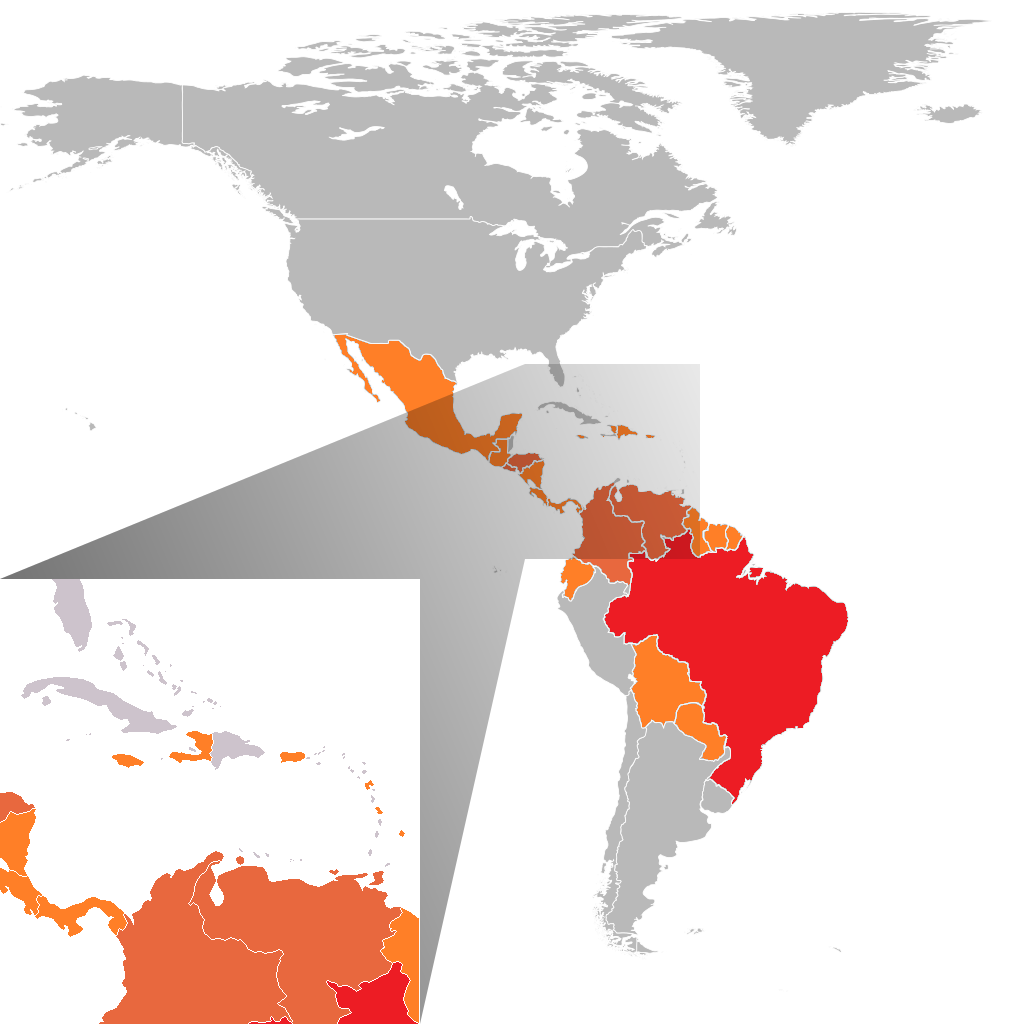
Situation américaine en février 2016
Plus d'un million de cas confirmés.
Entre 1500 et un million de cas confirmés.
Moins de 1500 cas confirmés.

Le virus Zika est détecté dans le Nord-Ouest du Brésil en mai 2015. Ce pays rapporte ensuite le plus grand nombre de cas de zika jamais décrit jusqu’alors (440 000  à   1 300 000 cas suspects, portés à 1,5 million fin janvier 2016 selon l'OMS). Le virus est ensuite détecté d'octobre 2015 à mi-janvier dans une vingtaine de pays : Argentine, Barbade, Bolivie, Brésil, Colombie, Équateur, Haïti, Salvador, Guadeloupe, Guatemala, Guyane, Guyana, Honduras, Mexique, Panama, Paraguay, Saint-Martin, Salvador, Surinam, Porto Rico, Venezuela.
Le virus a aussi été détecté dans des îles isolées du Pacifique (îles Samoa et Solomon en février-mai 2015), Fiji (en août) et Vanuatu de même qu'au Cap-Vert au large de l’Afrique (octobre 2015).
Fin 2015, le Suriname, la Guyane française puis les îles des petites Antilles sont à leur tour touchées, puis en janvier 2016, la Barbade avec quelques cas autochtones confirmés, la Martinique et la Guadeloupe. En décembre 2015, deux cas sont détectés en Guyane (par l’Institut Pasteur), puis toujours dans l'arc antillais les agences régionales de santé le repèrent en Martinique (2 cas en décembre 2015) puis 12 cas (début janvier 2016) et en Guadeloupe (avec confinement rapide des malades dans tous ces cas).
Une première hypothèse a été que le virus Zika aurait été importé en Amérique avec l'organisation au Brésil, en été 2014, de la Coupe du monde de football ou bien d'un championnat international de pirogue polynésienne,,. Durant le premier semestre 2015, il y avait déjà des cas confirmés dans toutes les régions du pays. Avec des symptômes plus doux que ceux de la dengue ou de la fièvre liée au chikungunya (maladies aussi transmises par le moustique Aedes aegypti), l'épidémie de Zika était considérée comme banale.
Mais en mars 2016, la publication d'analyses moléculaires et de l’horloge phylogénétique de ces souches virales (faite à partir de sept échantillons viraux provenant respectivement de quatre patients spontanément guéris, d’un donneur de sang, d’un adulte décédé de la maladie, et d’un nouveau-né microcéphale et atteint de malformations congénitales) montraient que selon ces données, il n'y a eu qu'une seule introduction de ZIKV dans les Amériques, entre mai et décembre 2013 (plus d'un an avant la détection de ZIKV au Brésil). Cette période correspond au Brésil à une augmentation des débarquements de passagers aériens provenant de zones d'endémie ZIKV des îles du Pacifique.
Le virus Zika s'est montré au Brésil potentiellement associé à des symptômes neurologiques graves comme la microcéphalie congénitale (acquise lors des grossesses de femmes infectées) et le syndrome de Guillain-Barré, qui, quoiqu'ils continuent à être rares, augmentèrent beaucoup dans le pays,,,.

La cartographie des mutations virales disponible en mars 2016 n'a pas pu mettre en exergue de modification d'acides aminés commune aux trois génomes viraux disponibles au moment des études (2015-2016) provenant de cas avec microcéphalie, par contre les données sur l'incidence géographique des cas incitent à penser que (au Brésil) le risque de microcéphalie est plutôt corrélé à une infection survenue autour de la 17e semaine de grossesse (ce qui n'explique pas comment le virus affecte le système nerveux du fœtus), mais on sait que la protéine non structurelle 1 (NS1) facilite l'acquisition de flavivirus par les moustiques lors du repas sur hôte mammifère infecté, pour ensuite augmenter la prévalence virale chez les moustiques. L'antigénémie NS1 détermine l'infectiosité ZIKV dans son moustique vecteur femelle qui l’ingère lors de son repas sanguin. Une autre étude (2017) a montré que les isolats cliniques de souches virales provenant de l'épidémie la plus récente (américaine) sont bien plus infectieux pour le moustique que la souche FSS13025 isolée au Cambodge en 2010. D'autres travaux ont montré que ces souches épidémiques ont une antigénémie NS1 plus élevée que la souche FSS13025 à cause d'une petite mutation génétique qui modifie légèrement sa protéine NS1, mutation qui rend le virus plus infectieux aussi chez la souris AG6 (à la suite de l’augmentation de l'antigénémie NS1 chez l’hôte infecté). Ceci pourrait expliquer pourquoi le ZIKV s’est propagé si rapidement et efficacement de l'Asie vers les Amériques.
C'est à la suite de l'épidémie américaine que le 1er février 2016, l’OMS a classé le virus Zika comme « urgence de santé publique de portée internationale ».

### Apparition en Europe
En Europe, le virus est repéré en janvier 2016 au Royaume-Uni, en Italie, aux Pays-Bas, au Portugal, en Suisse (4 cas répertoriés chez des voyageurs rentrant d'Amérique latine) et au Danemark. Un risque de transmission en France existe, plutôt dans le Sud du pays et via des moustiques Aedes (Aedes albopictus) qui pourraient acquérir le virus du sang d'un patient virémique venant d'un pays touché, mais de mai à novembre (période d'activité des moustiques piqueurs).
Avant mai 2016, environ 39 personnes en Catalogne et 105 en Espagne dont 13 femmes enceintes, ont été contaminées par le virus Zika lors d'un déplacement en Amérique.
Le premier cas espagnol de malformation d'un bébé a été confirmé, à la suite d'un voyage en Amérique ; il s'agit du second cas en Europe.
En octobre 2016, une première transmission sexuelle du virus est signalée en France. Elle s'est produite en région Rhône-Alpes.

## Virologie
Le virus Zika est un virus à ARN simple brin de polarité positive de 10 794 nucléotides codant un précurseur polyprotéique de 3 419 acides aminés. Il partage avec les autres membres du genre Flavivirus les mêmes caractéristiques structurelles et le même cycle de réplication. Il en est de même pour son organisation génétique, hormis dans la région non codante 3'-terminale, où certaines séquences conservées entre les différents membres du genre ont un arrangement original.

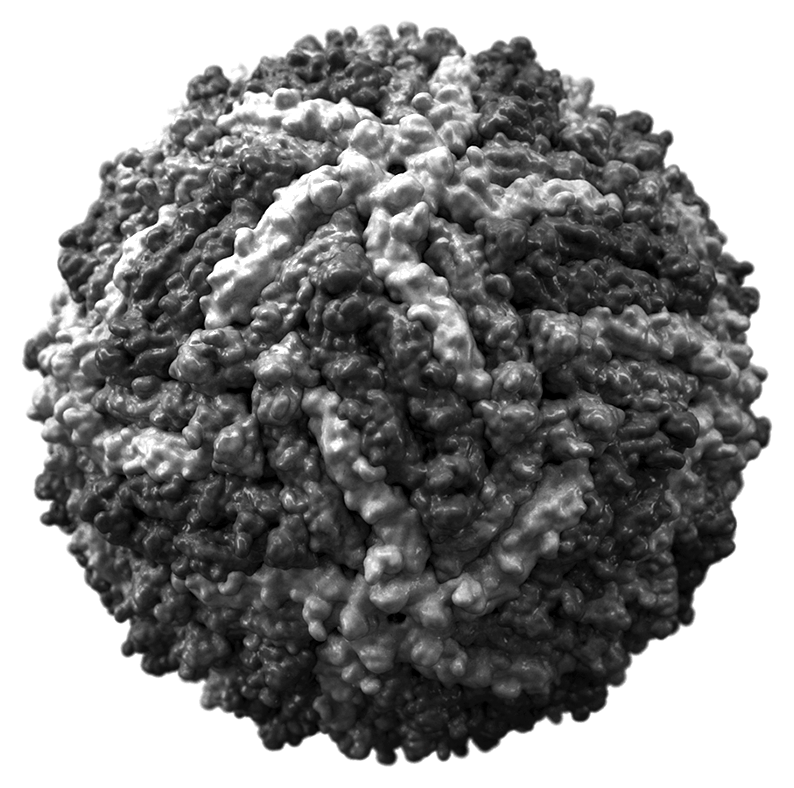
Reconstitution 3D du virus Zika

Présent sous forme de 3 lignées (Afrique de l'Est, Afrique de l'Ouest et Asie), il est phylogénétiquement très proche du virus Spondweni, avec qui il forme un clade au sein du genre Flavivirus,. Les autres membres du genre proches sont les virus Ilheus, Rocio et de l'encéphalite de Saint-Louis. 
En mars 2016 un travail de comparaison de séquences génomiques de souches pré-épidémiques et épidémiques ZIKV (avec génome complet ou séquences polyprotéiniques complètes disponibles dans GenBank) a conclu à une phylogénétique liée à la lignée asiatique. Les légères différences de topologie de l'arbre phylogénétique de toutes les régions de codage suggèrent en outre que le « nouveau virus » est acquis par recombinaison génétique des fragments du virus Spondweni, peut-être responsable des changements constatés dans la virulence du Zika épidémique.
Une coinfection avec d'autres virus est possible (Dengue et chikungunya), avec alors un tableau clinique possiblement différent. Cette coinfection pourrait être responsable de l'augmentation des cas de syndrome de Guillain-Barré observés lors d'épidémies de virus Zika (Polynésie française, Amérique latine).
En 2017, la comparaison des génomes de trois souches de virus, deux virulentes et l'autre peu, montre que la virulence observée depuis 2013 est due à une seule mutation, qui a remplacé un acide aminé par un autre dans une protéine.

## Transmission

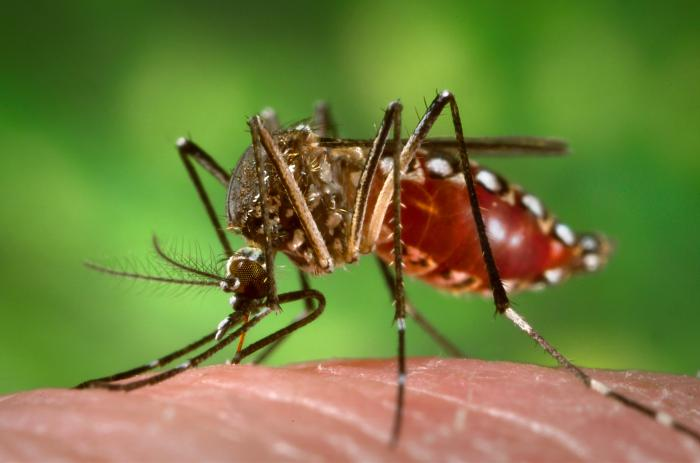
Le moustique Aedes aegypti est impliqué dans la transmission du virus Zika.

Le virus Zika est transmis à l'humain par la piqûre d'un moustique infecté, qui lui-même s'infecte lors d'un repas sanguin sur un humain ou autre vertébré infecté. Ainsi, comme l'ensemble des arbovirus, le virus Zika est maintenu dans la nature par un cycle de transmission impliquant un ou plusieurs vecteurs arthropodes et un ou plusieurs hôtes vertébrés. Plusieurs épizooties observées chez les singes en Ouganda suggèrent que le virus Zika serait principalement maintenu par un cycle sylvatique, impliquant une transmission entre primates non humains et moustiques. Dans ce type de cycle de transmission se déroulant au cœur de la forêt tropicale, l'humain est un hôte accidentel. Dans le cas d'épidémies dans les zones sans primates non humains, comme dans les cas de l'épidémie des îles Yap, les humains peuvent être des hôtes d'amplification voire réservoirs du virus, si la virémie est suffisante dans le temps et en magnitude. Des traces sérologiques d'infection ont par ailleurs été mises en évidence chez d'autres animaux vertébrés, dont des buffles d'eau, des éléphants, des chèvres, des hippopotames, des impalas, des bubales roux, des lions, des moutons, des rongeurs, des gnous et des zèbres.
De nombreuses espèces de moustiques ont été identifiées comme vecteurs du virus Zika. En Afrique, le vecteur principal serait Aedes furcifer ou Aedes africanus. Le virus a également été retrouvé chez d'autres moustiques des genres Aedes, Anopheles, Mansonia, Eretmapodites. Parmi eux, Aedes aegypti, principal vecteur de nombreuses arboviroses, serait responsable des transmissions hors de la forêt tropicale africaine. Lors de l'épidémie des îles Yap en 2007, c'est le moustique Aedes hensilli qui fut identifié comme le principal vecteur. Par ailleurs, une étude expérimentale a montré que le moustique tigre Aedes albopictus, abondamment réparti dans le monde, est également capable de transmettre le virus Zika.
La transmission sexuelle a été décrite en 2011 et un autre cas est suspecté. L'importance de ce mode de transmission, inédit pour une arbovirose, restait en 2013 mal documentée. En février 2016, un cas de transmission par rapport sexuel a été confirmé au Texas,.
En juillet 2016, 15 cas d'infection sexuellement transmises sont reconnus confirmés par les CDC, et des cas similaires sont décrits dans d'autres pays, ce qui peut expliquer des cas de transmission tardive à un partenaire sexuel et d'éventuels transferts du virus hors de zones d'endémie. Des cas de transmission asymptomatiques sont possibles. Le virus peut être présent dans le tractus génital féminin et en aout 2016, chez un patient italien, le virus est en outre encore trouvé actif dans le sperme 6 mois après les premiers symptômes de l'infection.

Début septembre 2016, l'OMS (puis début octobre les autorités sanitaires américaines) conseillent l’abstinence sexuelle ou une pratique safer sex aux hommes durant 6 mois après exposition au virus. Les couples voulant procréer sont invités à le faire après 6 mois d'abstinence sexuelle.
Des virus Zika actifs ont aussi été découverts dans des échantillons de salive et d'urine provenant de deux patients atteints de la maladie, en février 2016.

## Physiopathologie
La physiopathologie du virus Zika est peu connue et peu étudiée. Chez l'humain, après une incubation de 3  à   12 jours, une virémie est généralement observée pendant 2  à   5 jours.
Dès 1952 des études sur souris de laboratoire, montrent un tropisme du virus pour le cerveau et qu'il entraîne des lésions du système nerveux central, principalement via la dégénérescence de cellules nerveuses et gliales dans la région de l'hippocampe, avec un ramollissement général du cerveau et une possible porencéphalie. Chez le souriceau, le virus entraîne également une myosite des muscles squelettiques et une myocardite, parfois associée à un œdème pulmonaire. Les cellules infectées enclenchent un processus classique d'autophagie pour se défendre, mais le virus détourne ce processus biologique pour se répliquer et infecter d'autres cellules.
Par ailleurs, certaines études suggèrent que l'infection au virus Zika tend à modérer la virémie de la fièvre jaune chez les singes en cas de coinfection, sans pour autant bloquer la transmission de cette dernière.
Chez le moustique, la période d'incubation extrinsèque, c'est-à-dire le temps séparant l'infection du moustique lors du repas sanguin sur un vertébré virémique du moment où il devient capable de transmettre le virus à un nouvel hôte vertébré, est de 5  à   7 jours, soit légèrement plus court que le virus de la fièvre jaune.

## Santé reproductive
Le virus Zika (ZIKV) a été trouvé persistant dans le sperme jusqu’à plusieurs mois après la phase virémique aigüe.
Le virus se réplique dans le testicule humain et infecte plusieurs catégories de cellules, en particulier les macrophages testiculaires, les cellules péritubulaires (qui facilitent l'expulsion des spermatozoïdes hors des testicules) et les cellules germinales, précurseurs des spermatozoïdes. Les paramètres du sperme de patients peuvent être altérés pendant plusieurs semaines après l'infection, et les spermatozoïdes peuvent être infectieux .
Le virus a aussi été retrouvé chez la souris dans l'ovaire où il peut se dupliquer.

Des souris Ifnar1 utilisées comme modèle animal ont été infectées (par injection sous-cutanée) par une souche ZIKV pathogène mais non létale. Il a été constaté que le  ZIKV se reproduit et persiste effectivement dans les testicules, même après qu’ils ne soient plus détectables dans le sang. Ils se reproduisent dans les cellules interstitielles de Leydig qui produisent de la testostérone. Un taux élevés d'ARN viral et d'antigène a été trouvé dans la lumière épididymatique (là où le sperme est stocké) ainsi que dans les cellules épithéliales périphériques de ces souris. Et 21 jours après l'infection, les testicules des souris infectées par ZIKV étaient significativement plus petits que la normale, montrant que le virus entraine chez la souris une atrophie progressive des testicules. 
Chez ces mêmes souris, l'infection par le ZIKV a aussi entraîné une diminution de la testostérone sérique (suggérant que la fertilité masculine pourrait être affectée, d'autant que d'autres études ont également suggéré des dommages testiculaires à long terme (sur les spermatogonies, spermatocytes primaires, cellules de Sertoli et/ou cellules myoïdes péritubulaires).

Ces conclusions sont importantes pour la transmission verticale non-vectorielle, mais aussi pour comprendre d'éventuels problèmes de fertilité à long terme chez les mâles infectés par ZIKV.

## Symptômes
L'infection n'est symptomatique que dans 18 % des cas. Le syndrome clinique est connu sous le nom de fièvre Zika, dont les symptômes sont proches des autres arboviroses, ce qui peut conduire à des confusions lors du diagnostic clinique,,. Peu de cas sont rapportés dans la littérature, bien que les études sérologiques montrent que l'infection semble être relativement commune,.

### Présentation habituelle

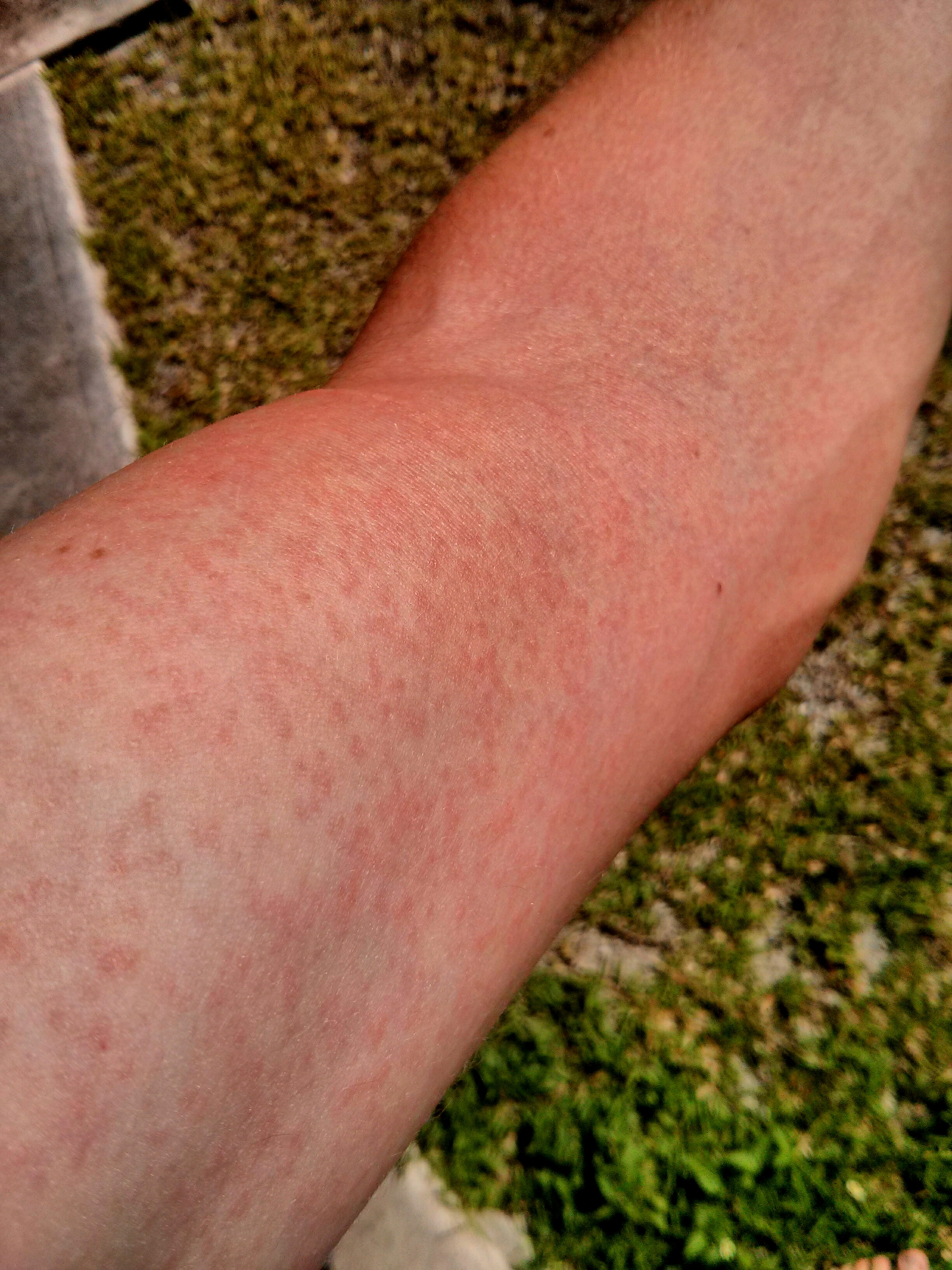
Éruption cutanée sur un bras due au virus Zika.
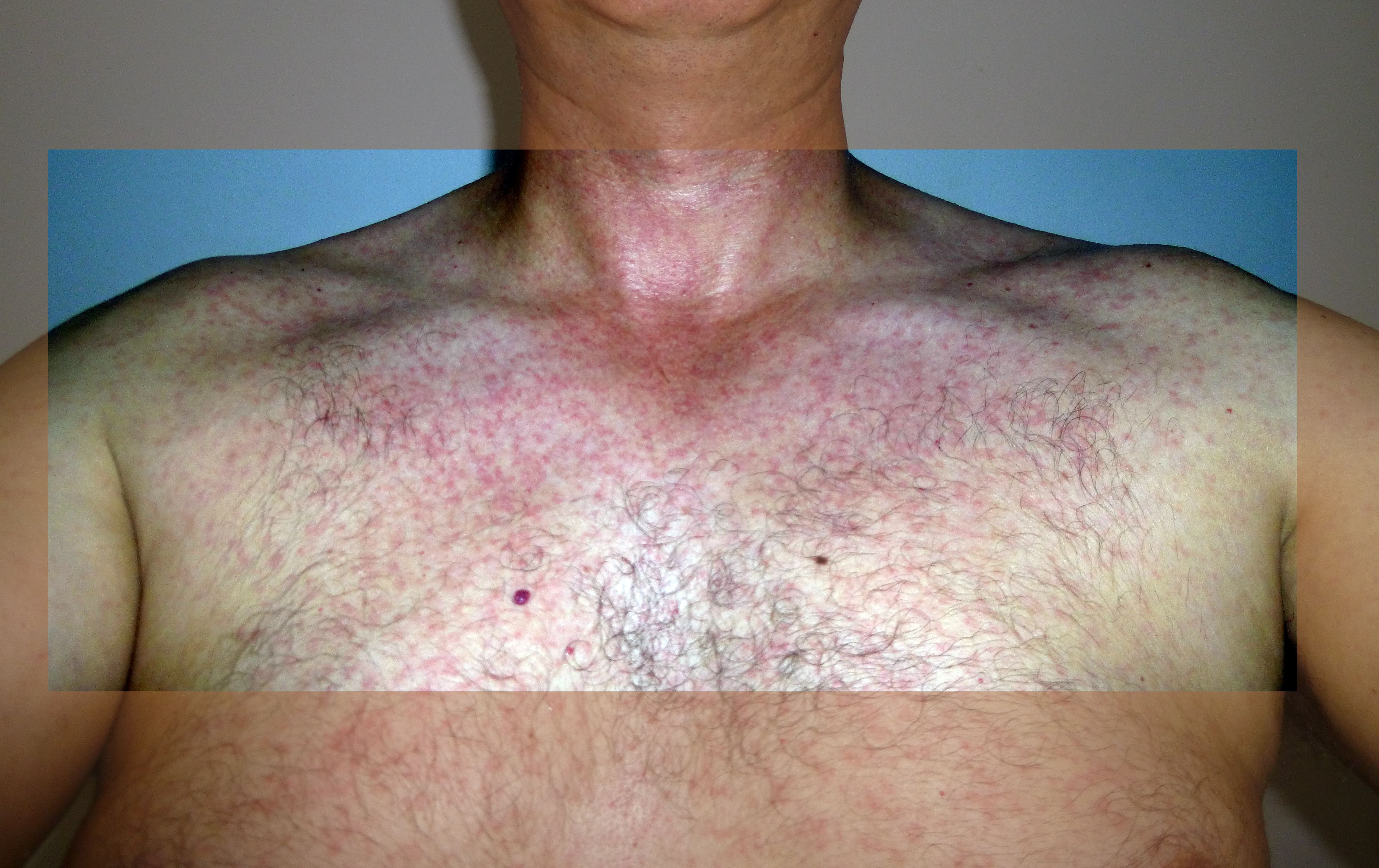
Manifestation du virus Zika au Brésil (2015).

Le syndrome se présente sous forme d'une maladie fébrile, parfois faible ou absente, pouvant être associée à une éruption maculopapuleuse, débutant sur le visage puis s'étendant au reste du corps, parfois prurigineux, une céphalée, une conjonctivite et de l'arthrite ou une arthralgie, en particulier des petites articulations des chevilles et des mains,,,. D'autres symptômes ont également été ponctuellement rapportés : signes digestifs (diarrhée, constipation, douleur abdominale), des signes neurologiques (vertige, étourdissement, nausée, vomissement, anorexie), myalgie, douleurs rétro-orbitaires et douleurs dorsales,,. Deux cas ont montré des aphtes dans ou autour de la cavité buccale. Un cas confirmé présente également des maux de gorge et une toux, mais sans éruption maculopapuleuse. On peut retrouver également des œdèmes des mains et des pieds, une anorexie, une photophobie et des adénopathies. Un autre cas confirmé présente une prostatite et une hémospermie, associées au seul cas documenté de transmission sexuelle.
La fièvre Zika est spontanément résolutive, les symptômes durant de 4  à   7 jours,.
La maladie a touché, lors de l'épidémie des îles Yap, deux fois plus de femmes que d'hommes, et s'est avérée moins sévère chez les enfants,. Il ne semble pas y avoir d'effet à long terme de l'infection, même si un cas présente depuis des arthralgies récurrentes.

### L'atteinte fœtale

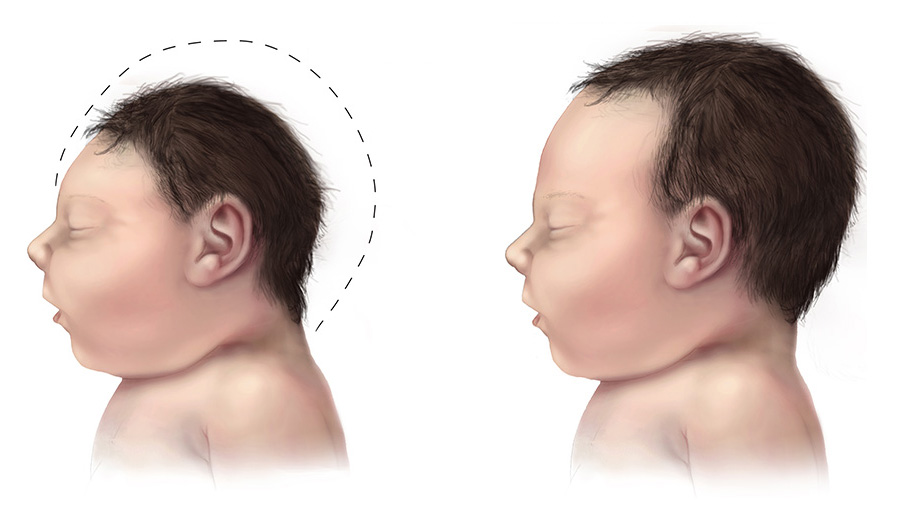
Bébé avec une microcéphalie (gauche) comparé à un bébé à tête normale (droite).

#### Historique
En 2013, aucun effet délétère sur les femmes enceintes ou les nourrissons n'avait été mis en évidence. Cependant, au troisième trimestre de 2015 une étude rapporte une corrélation probable entre infection des fœtus et microcéphalie,. Dans l'État brésilien du Pernambuco, 58 cas en un seul mois dans plusieurs villes, bien plus que le nombre total de cas enregistrés dans les années précédentes par le Système national de surveillance des naissances (5 cas en 2011, 9 en 2012, 10 en 2013 et 12 en 2014) ; soit un taux moyen de 0,5 pour 10 000 naissances vivantes.
Puis les autres États du Nord-Est confirment aussi une augmentation des cas de microcéphalie sans causes génétiques à la suite d'une infection par le virus Zika. Le 27 janvier, les autorités brésiliennes rapportaient 4 180 cas suspects pour 2015 contre 147 confirmés en 2014. Ces épidémies sont caractérisées par un taux d'attaque élevé et une dispersion rapide, typique d'une maladie transmise par des arthropodes.
Par ailleurs, 18 cas d'anomalies congénitales, incluant des microcéphalies et des anomalies du tronc cérébral, ont été détectées sur des fœtus ou des enfants polynésiens entre mars 2014 et mai 2015, possiblement liés à l'épidémie survenue dans le pays.
Ces données ont été jugées suffisantes par les responsables politiques brésiliens pour annoncer publiquement le lien Zika / microcéphalie, alors que ce lien n'était pas définitivement établi.

#### Données actuelles
Avant 2016 aucun autre flavivirus n'était reconnu pathogène pour le fœtus humain, mais le virus zika est connu pour son neurotropisme sur le cerveau de souris (voir la section physiopathologie).
D'autre part, début 2016, l'épidémie de microcéphalie ne pouvait s'expliquer par d'autres causes infectieuses, ni par des agents environnementaux. L'hypothèse zika étant la plus probable, mais non démontrée, la démonstration doit passer, entre autres, par des études épidémiologiques fines (dont étude cas-témoins) et par une reproduction du phénomène sur le modèle animal. Confirmer ou écarter le lien zika / microcéphalie est devenu une urgence.
Une étude récente renforce l'hypothèse car ayant détecté le virus dans le liquide amniotique, et surtout dans le cerveau fœtal. Il semblerait que le virus stoppe progressivement la croissance du cortex cérébral à partir de la 20e semaine de gestation. Mais ces données restent encore insuffisantes, pour satisfaire les critères standards de causalité.
Le 19 février 2016, l'OMS liste d'autres causes possibles ou facteurs de risques, à envisager pour le diagnostic différentiel : autres infections virales, causes génétiques… Parmi les facteurs environnementaux, sont listés les métaux lourds (arsenic, mercure, chrome), le tabac, l'alcool, l'irradiation, les insecticides n'y figurent pas.
En mars 2016, des chercheurs de l’Institut Pasteur démontrent que le virus Zika peut entraîner une microcéphalie du fœtus, associant un périmètre crânien inférieur aux normes et des anomalies cérébrales. Le 24 mars, l'OMS conclue, au vu de l'accumulation d'éléments de preuve, à un lien de causalité " hautement probable ", elle mentionne une étude française en Polynésie donnant une première estimation du risque : une infection à virus zika au cours du premier trimestre de grossesse présente un risque de microcéphalie de l'ordre de 1 %.
Publiée en février 2022, "une étude de cohorte brésilienne portant sur plus de 11 millions de nouveau-nés suivis pendant trois ans" estime que "chez les enfants ayant développé un syndrome congénital lié à une infection par le virus Zika au cours de la grossesse, la mortalité est quasiment 12 fois plus élevée par rapport à celle des enfants nés sans ce syndrome". Le Brésil est particulièrement touché par ce syndrome congénital, des études ont "révélé une prévalence de microcéphalie chez le fœtus et le nouveau-né de 42% dans cette population, contre de 6% en Martinique ou en Guadeloupe", ces différences ne sont pas encore expliquées.
En 2019, alors que la Dengue et Zika circulent en grande partie sur les mêmes territoires, il semble que - exceptionnellement - les anticorps que nous produisons pour résister aux flavivirus puissent, aussi un rôle négatif dans certaines circonstances : les anticorps produits en réponse à une 1ère Dengue, peuvent exacerber la maladie de la dengue chez les personnes subissant une seconde infection par un autre sérotype DENV. « L’apparition inattendue de maladies congénitales à la suite de l'introduction du ZIKV sur le continent américain a laissé entrevoir la possibilité que des anticorps à réactivité croisée produits lors d’une exposition antérieure au DENV puissent aggraver la maladie Zika via des mécanismes similaires à ceux qui augmentent le degré de sévérité de la dengue DENV5 après une deuxième infection par le DENV6 ».

#### Réactions sociales et théories alternatives
Plusieurs organisations, institutions, revues scientifiques… s'engagent publiquement à laisser en accès direct, libre et gratuit, ouvert à tous, toutes leurs données concernant l'épidémie zika, en refusant tout embargo. Leur appel est largement suivi.
Un groupe de médecins brésiliens lance un manifeste mettant en cause un insecticide, le pyriproxyfène de la firme Monsanto, utilisé contre les moustiques vecteurs de la dengue, et exonérant le rôle du virus Zika dans les cas de microencéphalie. Selon le rédacteur, il est nécessaire d'attendre mars ou avril 2016 les conclusions de l'OMS,. Le 11 mars 2016, l'OMS indique que le pyriproxyfène n'entraine pas la microcéphalie, dans un communiqué listant quelques rumeurs à dissiper.

## Diagnostic
Le diagnostic clinique de la fièvre Zika est difficile. Les symptômes, peu spécifiques, peuvent être également dus à d'autres arboviroses comme, entre autres, la dengue ou le chikungunya, mais également à d'autres maladies virales, comme la rubéole ou la rougeole, ou encore à d'autres types de pathologies, comme le syndrome oculo-urétro-synovial, des réactions allergiques, des conjonctivites, des arthrites ou la goutte. De plus une réactivité croisée des anticorps contre ce virus est étendue à d'autres flavivirus, ce qui complique la mise au point de test de diagnostics de laboratoire permettant de facilement identifier les types de virus individuels.
Le diagnostic de certitude est la détection du virus par RT-PCR ou isolement du virus sur culture cellulaire. La recherche par PCR peut être faite sur des échantillons sanguin obtenus lors de la phase virémique de l'infection dans un délai pouvant aller jusqu'à 10 jours après le début des symptômes, mais une étude récente (janvier 2016), fondée sur 1 067 échantillons prélevés chez 855 patients en six mois, a montré que l'ARN du virus Zika est mieux détectée par PCR dans la salive que dans le sang (quel que soit le stade de la maladie), que sa recherche dans la salive augmente le taux global de détection du virus Zika, et que cette méthode présente un intérêt supplémentaire quand la collecte de sang est difficile. Des échantillons salivaires ont été utilisés en routine pour le diagnostic de la fièvre Zika lors de l'épidémie polynésienne ZIKA français.
La présence du virus peut être caractérisée par méthode immuno-enzymatique ELISA, qui recherche la présence d'immunoglobuline M (IgM) dirigé contre le virus Zika dans le sérum. Les IgM sont détectables dès 3 jours après le début des symptômes, mais il peut exister des réactions croisées avec la détection d'autres flavivirus. En retour, des tests de diagnostic rapide ou des ELISA recherchant des anticorps dirigés contre les virus de la dengue peuvent présenter des cas de faux-positif lors d'une fièvre Zika, en particulier si le patient a déjà eu une infection à Flavivirus précédemment, entraînant un mauvais diagnostic,. Ce fut le cas au début de l'épidémie des îles Yap, où 3 patients souffrant de fièvre Zika ont présenté un test de diagnostic rapide pour la dengue positif,. Le test de séroneutralisation par réduction des plages de lyse a une spécificité plus importante que l'ELISA, mais n'écarte pas le risque de réaction croisée.
Il existe un test Elisa en plaque qui détecte des IgM et des IgG tournés contre l'antigène NS1 du virus. Selon le laboratoire qui le produit, ce test est automatisable et adapté à une campagne de dépistage de masse.
Marqueurs d'exposition : A postériori, la présence de certains anticorps (IgG3) dans le sérum est le signe possible d'une infection récente par certains sérotypes du virus Zika. En 2019, la Recherche doit encore explorer comment certaines modifications du répertoire ou des propriétés fonctionnelles des anticorps à réactivité croisée au cours des mois suivant l’infection par le DENV peuvent ou non contribuer à diminuer ou aggraver la vulnérabilité au ZIKA.

## Traitement et prévention

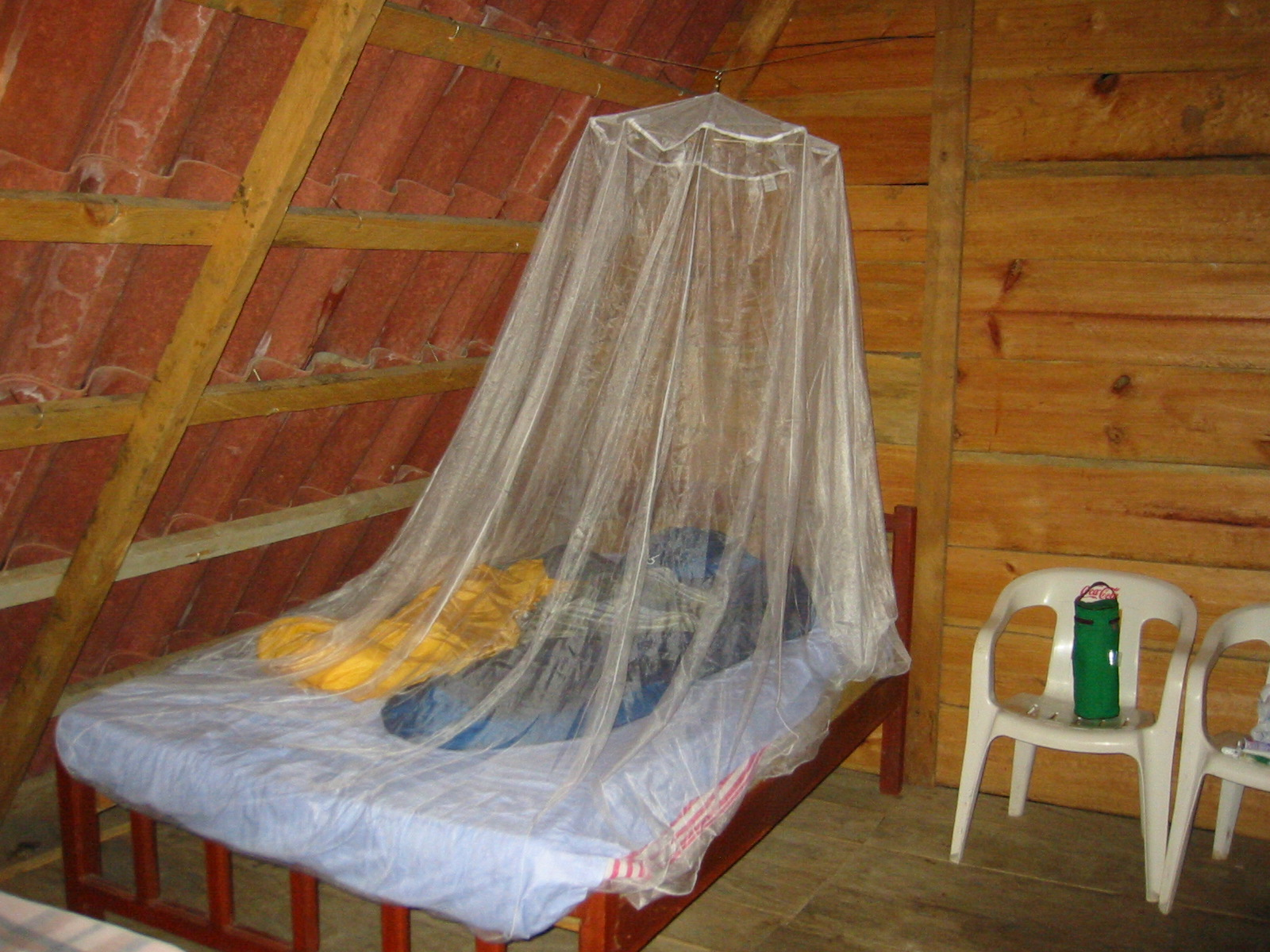
Moustiquaire au-dessus d'un lit.

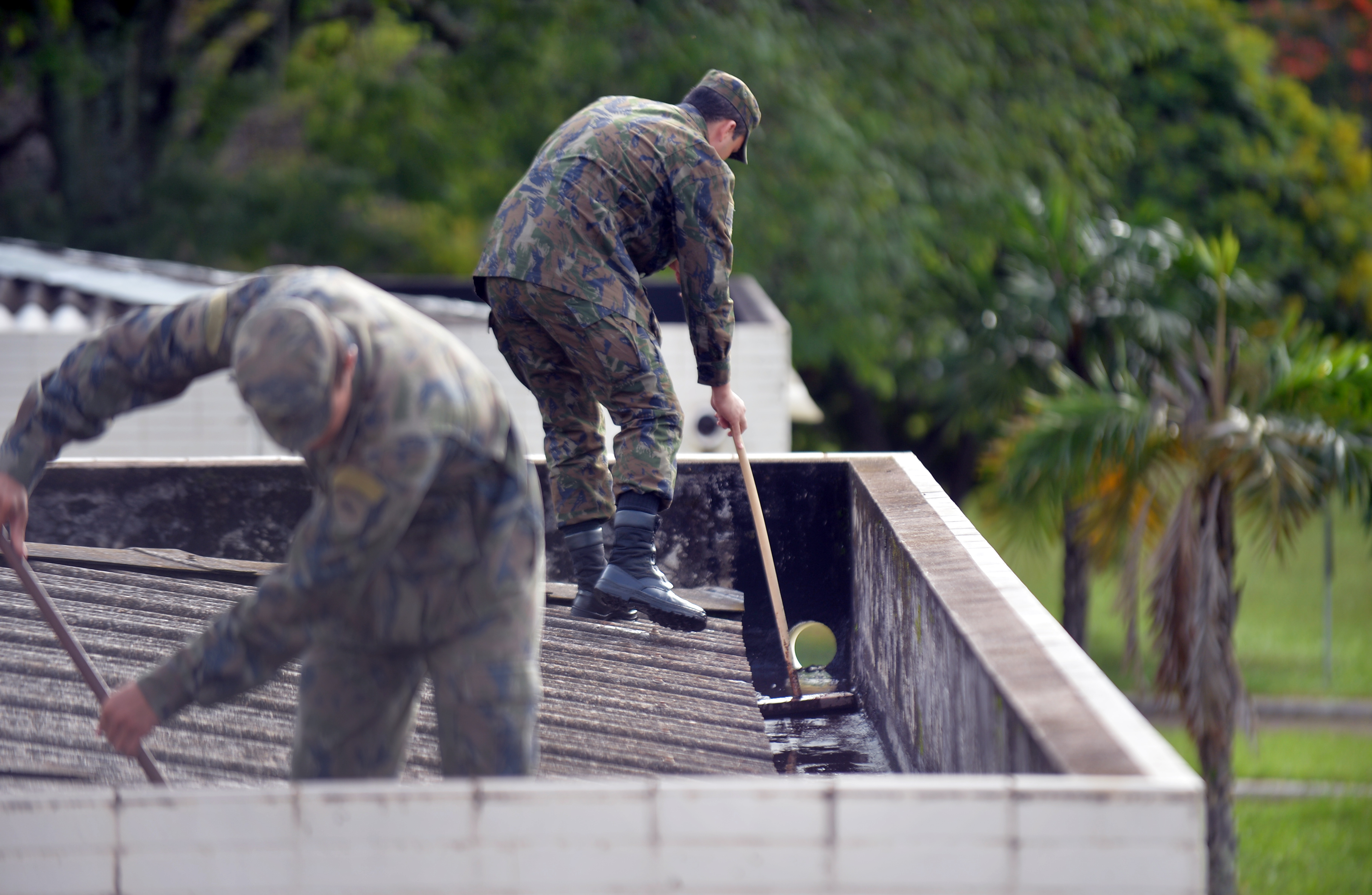
Militaires brésiliens chassant l'eau stagnante dans une base aérienne, empêchant ainsi les moustiques de proliférer (janvier 2016).

Aucun antiviral ni vaccin n'existent  contre le virus Zika. Le traitement consiste à gérer les symptômes. Le paracétamol pourra être utilisé pour lutter contre la fièvre et les douleurs, tout en évitant l'utilisation d'ibuprofène ou d'aspirine qui risquent d'induire un syndrome hémorragique, commun chez les flaviviroses. La diphénhydramine peut être utilisée si le rash est prurigineux.
La prévention de l'infection passe donc par la lutte anti-vectorielle en diminuant le nombre de sites de pontes (soucoupes, fossés, réservoirs ouverts d'eau stagnante, pneus abandonnés, etc.) en les asséchant, en les isolant ou en les traitant par des insecticides. Le port de vêtements longs, et l'utilisation de répulsif et surtout de moustiquaires limiteront le risque de piqûre de moustiques potentiellement vecteurs du virus (ou d'autres maladies). Ces principes s'appliquent également aux personnes déjà infectées pour éviter l'infection de nouveaux vecteurs.
De même, il est déconseillé aux personnes malades de voyager pour éviter de propager la maladie à de nouvelles zones géographiques,. Ainsi, en France le 28 janvier 2016, Marisol Touraine, la ministre de la Santé a « fortement » recommandé aux femmes enceintes de différer d’éventuels voyages aux Antilles ou en Guyane française. Le 8 février, le Haut Conseil de la santé publique recommande contraception et protection des rapports sexuels pour les personnes en zone d'épidémie.
En juin 2016, l'institut Pasteur découvre des anticorps qui seraient efficaces pour lutter à la fois contre la dengue et le virus Zika, laissant envisager un vaccin ciblant les deux maladies.

## Recherche
Au 2 mars 2016, l'OMS recense 67 compagnies et institutions de recherche engagés contre le virus zika, travaillant sur différents produits à divers stades de développement : 31 sur le diagnostic, 18 sur le vaccin, 8 sur le traitement, et 10 sur le contrôle des moustiques. À cette date, aucun vaccin ou nouveau traitement n'avait encore été testé sur les humains. Depuis, un essai de phase I été effectué avec un candidat vaccin basé sur le vecteur du vaccin contre la rougeole. Il est bien toléré et son immunogénicité est en cours d’évaluation.
Des chercheurs de l'université de Sao Paulo étudient le cas de jumeaux dont un seul a été touché par le virus. Facteur génétique, protection par le placenta, de nombreuses hypothèses sont encore en cours.

### Littérature scientifique
1. 1 2  (en) G.W.A. Dick, S.F. Kitchen et A.J. Haddow, « Zika virus (I). Isolations and serological specificity », Transactions of the Royal Society of Tropical Medicine and Hygiene, vol. 46, no 5,‎ 1952, p. 509-520 (lire en ligne [PDF])
2. 1 2 3 4 5 6 7 8 9 10 11 12 13 14 15  (en) Edward B. Hayes, « Zika virus outside Africa », Emerg Infect Dis., vol. 15, no 9,‎ 2009, p. 1347-1350 (DOI 10.3201/eid1509.090442, lire en ligne [PDF]).
3. 1 2  (en) Andrés M Patiño-Barbosa, Ivonne Medina, Andrés Felipe Gil-Restrepo, Alfonso J Rodriguez-Morales (2015), Zika: another sexually transmitted infection? ; Sex Transm Infect 2015; 91:359 ; DOI:10.1136/sextrans-2015-052189 (Lien (payant) et résumé).
4. 1 2 3  (en) G. Kuno et G.-J. J. Chang, « Full-length sequencing and genomic characterization of Bagaza, Kedougou, and Zika viruses », Arch Virol., vol. 152, no 4,‎ 2007, p. 687-696 (DOI 10.1007/s00705-006-0903-z).
5. 1 2 3 4  (en) M.R. Duffy, T.-H. Chen, W.T. Hancock et al., « Zika virus outbreak on Yap Island, Federated States of Micronesia », N Engl J Med, vol. 360, no 24,‎ 2009, p. 2536-2543 (DOI 10.1056/NEJMoa0805715, lire en ligne [PDF]).
6. 1 2 3 4 5 6 7 8 9 10 11 12 13  (en) Peter I. Whelan et Julie Hall, « Zika virus disease », Northern Territory Disease Control Bulletin, vol. 15, no 1,‎ 2008, p. 19-20 (lire en ligne).
7. 1 2 3 4 5 6 7 8  (en) A.D. Haddow, A.J. Schuh, C.Y. Yasuda, M.R. Kasper, V. Heang, R. Huy, H. Guzman, R.B. Tesh et S.C. Weaver, « Genetic characterization of Zika virus strains: geographic expansion of the Asian lineage », PLoS Negl. Trop. Dis., vol. 6, no 2,‎ 2012, e1477 (DOI 10.1371/journal.pntd.0001477, lire en ligne [PDF]).
8. 1 2  (en) Vireak Heang, Chadwick Y. Yasuda, Ly Sovann, Andrew D. Haddow, Amelia P. Travassos da Rosa, Robert B. Tesh et Matthew R. Kasper, « Zika Virus Infection, Cambodia, 2010 », Emerg Infect Dis., vol. 18, no 2,‎ 2012, p. 349-351 (DOI 10.3201/eid1802.111224, lire en ligne).
9. ↑  (en) Naomi Attar, « ZIKA virus circulates in new regions », Nature Reviews Microbiology, vol. 14,‎ 2016 (DOI 10.1038/nrmicro.2015.28, lire en ligne [PDF]).
10. 1 2 3  (en) R.S. Lanciotti, O.L. Kosoy, J.J. Laven, J.O. Velez, A.J. Lambert, A.J. Johnson, S.M. Stanfield et M.R. Duffy, « Genetic and serologic properties of Zika virus associated with an epidemic, Yap State, Micronesia, 2007 », Emerg Infect Dis., vol. 14, no 8,‎ 2008, p. 1232-1239 (DOI 10.3201/eid1408.080287, lire en ligne [PDF]).
11. ↑  (en) Enfissi, A., Codrington, J., Roosblad, J., Kazanji, M., & Rousset, D. (2016). Zika virus genome from the Americas. The Lancet (présentation).
12. ↑  (en) Didier Musso, « Zika Virus Transmission from French Polynesia to Brazil », Centers for Disease Control and Prevention, vol. 21, no 10,‎ octobre 2015, p. 1887 (DOI 10.3201/eid2110.151125, lire en ligne).
13. 1 2 3 4  (en) N.R. Faria et al., « Zika virus in the Americas: Early epidemiological and genetic findings », Science,‎ 24 mars 2016 (DOI 10.1126/science.aaf5036, résumé)
14. 1 2 3 4  (en) Jianying Liu, Yang Liu, Kaixiao Nie, Senyan Du, Gong Cheng et al., « Flavivirus NS1 protein in infected host sera enhances viral acquisition by mosquitoes », Nat Microbiol, vol. 1, no 9,‎ 2016, p. 16087. (PMID 27562253, PMCID PMC5003325, DOI 10.1038/nmicrobiol.2016.87)
15. ↑  Zheng Zhu et al., « Comparative genomic analysis of pre-epidemic and epidemic Zika virus strains for virological factors potentially associated with the rapidly expanding epidemic », Emerging Microbes & Infections, vol. 5,‎ 2016, e22 (DOI 10.1038/emi.2016.48, lire en ligne [PDF])
16. ↑  (en) W.E. Villamil-Gómez, O. González-Camargo, J. Rodriguez-Ayubi, D. Zapata-Serpa et A.J. Rodriguez-Morales, « Dengue, chikungunya and Zika co-infection in a patient from Colombia », Journal of Infection and Public Health, vol. 9,‎ 2016 (DOI 10.1016/j.jiph.2015.12.002)
17. 1 2  (en) Gilda Grard, Grégory Moureau, Rémi Charrel, Edward C. Holmes, Ernest A. Gould et Xavier de Lamballerie, « Genomics and evolution of Aedes-borne flaviviruses », J Gen Virol., vol. 91, no 1,‎ 2010, p. 87-94 (DOI 10.1099/vir.0.014506-0).
18. ↑  (en) Pei-Sze Jeslyn Wong, Mei-zhi Irene Li, Chee-Seng Chong, Lee-Ching Ng et Cheong-Huat Tan, « Aedes (Stegomyia) albopictus (Skuse): A Potential Vector of Zika Virus in Singapore », PLoS Negl Trop Dis, vol. 7, no 8,‎ 2013, e2348 (DOI 10.1371/journal.pntd.0002348).
19. 1 2 3 4 5 6 7 8  (en) B.D Foy, K.C. Kobylinski, J.L. Chilson Foy, B.J. Blitvich, A. Travassos da Rosa, A.D. Haddow, R.S. Lanciotti et R.B. Tesh, « Probable non-vector-borne transmission of Zika virus, Colorado, USA », Emerg Infect Dis., vol. 17, no 5,‎ 2011, p. 880-882 (PMID 21529401, DOI 10.3201/eid1705.101939, lire en ligne [PDF]).
20. 1 2 3  (en) Jason A. Tetro, « Zika and microcephaly : Causation, correlation, or coincidence ? », Microbes and Infection, vol. 18,‎ mars 2016 (DOI 10.1016/j.micinf.2015.12.010)
21. 1 2  (en) M.P. Weinbren et M.C. Williams, « Zika virus: further isolations in the Zika area, and some studies on the strains isolated », Trans R Soc Trop Med Hyg., vol. 52, no 3,‎ 1958, p. 263-268.
22. ↑  Michel Cornet, Yves Robin, Catherine Adam, Michel Valade et Marie-Armande Calvo, « Transmission expérimentale comparée du virus amaril et du virus Zika chez Aedes aegypti L. », Cah. O.R.S.T.O.M., sér. Ent. méd. et Parasitol., vol. XVII, no 1,‎ 1979, p. 47-53 (lire en ligne).
23. ↑  (en) Anna Le Tortorec, Giulia Matusali, Dominique Mahé et Florence Aubry, « From Ancient to Emerging Infections: The Odyssey of Viruses in the Male Genital Tract », Physiological Reviews,‎ 7 février 2020, physrev.00021.2019 (ISSN 0031-9333 et 1522-1210, DOI 10.1152/physrev.00021.2019, lire en ligne, consulté le 16 avril 2020)
24. ↑  (en) Giulia Matusali, Laurent Houzet, Anne-Pascale Satie et Dominique Mahé, « Zika virus infects human testicular tissue and germ cells », Journal of Clinical Investigation, vol. 128, no 10,‎ 10 septembre 2018, p. 4697–4710 (ISSN 0021-9738 et 1558-8238, PMID 30063220, PMCID PMC6159993, DOI 10.1172/JCI121735, lire en ligne, consulté le 16 avril 2020)
25. ↑  Guillaume Joguet, Jean-Michel Mansuy, Giulia Matusali et Safouane Hamdi, « Effect of acute Zika virus infection on sperm and virus clearance in body fluids: a prospective observational study », The Lancet Infectious Diseases, vol. 17, no 11,‎ novembre 2017, p. 1200–1208 (ISSN 1473-3099, DOI 10.1016/s1473-3099(17)30444-9, lire en ligne, consulté le 16 avril 2020)
26. ↑  (en) Stuart D Dowall, Victoria A Graham, Emma Rayner, Barry Atkinson, Roger Hewson et al., « A Susceptible Mouse Model for Zika Virus Infection », PLoS Negl Trop Dis, vol. 10, no 5,‎ 2016, e0004658. (PMID 27149521, PMCID PMC4858159, DOI 10.1371/journal.pntd.0004658)
27. 1 2 3 4 5  (en) Ryuta Uraki, Jesse Hwang, Kellie Ann Jurado, Sarah Householder, Erol Fikrig et al., « Zika virus causes testicular atrophy », Sci Adv, vol. 3, no 2,‎ 2017, e1602899. (PMID 28261663, PMCID PMC5321463, DOI 10.1126/sciadv.1602899)
28. ↑  Tu-Xuan Nhan et Didier Musso, « Émergence du virus Zika », Virologie, vol. 19,‎ 2015, p. 225-235 (DOI 10.1684/vir.2015.0622, lire en ligne [PDF])
29. ↑  (en) Lavinia Schuler-Faccini, Erlane M. Ribeiro, Ian M.L. Feitosa et Dafne D.G. Horovitz, « Possible Association Between Zika Virus Infection and Microcephaly — Brazil, 2015 », MMWR. Morbidity and Mortality Weekly Report, vol. 65,‎ 2016, p. 59–62 (DOI 10.15585/mmwr.mm6503e2, lire en ligne, consulté le 2 février 2016).
30. 1 2  (en) Anthony S. Fauci et David M. Morens, « Zika Virus in the Americas — Yet Another Arbovirus Threat », New England Journal of Medicine, vol. 0,‎ 13 janvier 2016, null (ISSN 0028-4793, PMID 26761185, DOI 10.1056/NEJMp1600297, lire en ligne, consulté le 17 février 2016).
31. ↑  (en) Jernej Mlakar, Misa Korva, Nataša Tul et Mara Popović, « Zika Virus Associated with Microcephaly », New England Journal of Medicine, vol. 0,‎ 10 février 2016, null (ISSN 0028-4793, PMID 26862926, DOI 10.1056/NEJMoa1600651, lire en ligne, consulté le 17 février 2016).
32. ↑  (en) Eric J. Rubin, Michael F. Greene et Lindsey R. Baden, « Zika Virus and Microcephaly », New England Journal of Medicine, vol. 0,‎ 10 février 2016, null (ISSN 0028-4793, PMID 26862812, DOI 10.1056/NEJMe1601862, lire en ligne, consulté le 17 février 2016).
33. ↑  (en) Simon Cauchemez et al., « Association between Zika virus and microcephaly in French Polynesia, 2013–15: a retrospective study », The Lancet,‎ 15 mars 2016 (DOI 10.1016/S0140-6736(16)00651-6, lire en ligne, consulté le 16 mars 2016).
34. ↑  (en) S. Cauchemez, « Association between Zika virus and Microcephaly in French Polynesia, 2013-2015 : a retrospective study. », the Lancet,‎ 15 mars 2016 (lire en ligne)
35. 1 2 3  (en) D. Musso, C. Roche , T.-X. Nhan, É. Robin, A. Teissier et V.-M. Cao-Lormeau, « Detection of Zika virus in saliva », Journal of clinicaul virology, vol. 68,‎ juillet 2015, p. 53-55 (DOI 10.1016/j.jcv.2015.04.021, lire en ligne [PDF])

### Articles d'actualité
1. ↑  avec AFP, « Virus Zika : l’OMS décrète « une urgence de santé publique de portée mondiale », Le Monde.fr,‎ 1er février 2016 (lire en ligne).
2. ↑  Mouna El Mokhtari, Sylvie Gittus, Eugénie Dumas, Delphine Papin et Marianne Boyer, « Tout comprendre au virus Zika en 4 minutes » [vidéo], sur Le Monde.fr, 5 février 2016 (consulté le 6 février 2016).
3. ↑  « 70 000 cas estimés : un entomologiste et un épidémiologiste en renfort », La Dépêche.pf,‎ 21 décembre 2013 (lire en ligne)
4. ↑  avec AFP, « Double épidémie de dengue et de zika en Polynésie française », L'Express.fr,‎ 10 décembre 2013 (lire en ligne).
5. ↑  « Singapour : Premiers cas de contamination du virus Zika », Les Échos.fr,‎ 28 août 2016 (lire en ligne)
6. 1 2 3 4  Christian Losson, « Virus zika : l’OMS annonce un « niveau d’alerte extrêmement élevé » », Libération.fr,‎ 28 janvier 2016 (lire en ligne)
7. ↑  Un premier cas de zika en Guyane dans France-Antilles, le 18 décembre 2015.
8. ↑  (en) « Zika virus reaches the Caribbean Community », sur caribbeannewsnow.com, 13 novembre 2015 (version du 20 novembre 2015 sur Internet Archive).
9. ↑  (en) Three cases of Zika virus confirmed in Barbados sur nationnews le 15 janvier 2016.
10. ↑  Zika : la Martinique en alerte dans France-Antilles le 9 janvier 2016.
11. ↑  Cette fois, le zika est bien là… dans France-Antilles le 16 janvier 2016.
12. ↑  avec AFP, « Virus Zika : l’OMS décrète « une urgence de santé publique de portée mondiale », Le Monde.fr,‎ 1er février 2016 (lire en ligne).
13. ↑  « Quatre cas d'infection au virus Zika dénombrés en Suisse », RTS Info,‎ 22 janvier 2016 (lire en ligne).
14. ↑  avec AFP, « Zika : premier cas de microcéphalie détecté en Espagne », Le Monde.fr,‎ 6 mai 2016 (lire en ligne)
15. ↑  Frédéric Carbonne, « Zika : un cas de transmission par voie sexuelle annoncé aux États-Unis », sur France info, 3 février 2016 (consulté le 3 février 2016).
16. ↑  « Le virus Zika provoque l’inquiétude : Premier cas de transmission par voie sexuelle au Texas mais aussi en France. », sur ParisMatch.com, 3 février 2016 (consulté le 3 février 2016).
17. ↑  Hélène Harte, « Brésil : le Zika en cause dans des malformations congenitales », sur polynesie.la1ere.fr, 17 novembre 2015 (consulté le 22 novembre 2015).
18. ↑  AFP, « Polynésie : naissance de bébés microcéphales après une épidémie de zika », Le Parisien.fr,‎ décembre 2015 (lire en ligne)
19. ↑  « Virus Zika : les malformations pourraient venir d'un insecticide Monsanto », sur metronews, 13 février 2016.
20. ↑  « Virus Zika : le rôle trouble d'un insecticide contre le moustique-tigre », sur RFI.fr, 13 février 2016.

### Autres sources
1. 1 2 3  
« Maladie à virus Zika », OMS, 20 juillet 2018 (consulté le 14 juillet 2019).
2. ↑  
(en) Lin H. Chen et Davidson H. Hamer, « Zika Virus: Rapid Spread in the Western Hemisphere », Annals of Internal Medicine, vol. 164, no 9,‎ 3 mai 2016, p. 613-615 (PMID 26832396, DOI 10.7326/M16-0150, lire en ligne)
3. 1 2 3 4 5 6 7  Martin Bel, « Rapport préliminaire sur la flambée épidémique causé par le virus Zika à Yap », Inform'ACTION, Réseau océanien de surveillance de la santé publique, no 27,‎ septembre 2008 (lire en ligne [PDF]).
4. 1 2  InVS, « Zika : Île de Yap - Micronésie » [PDF], sur invs.sante.fr, 27 mars 2008 (consulté le 1er avril 2013).
5. 1 2  (en) Carlos Brito, « Zika Virus: A New Chapter in the History of Médicine » [« Virus Zika : un nouveau chapitre dans l'histoire de la médecine »] [PDF], sur actamedicaportuguesa.com, 2015.
6. 1 2 3 4 5 6 7  INVS (2015) ZIKA, note de veille sanitaire publié le 22 décembre 2015, complétée 22 janvier 2016.
7. 1 2 3 4  Gretchen Vogel (2016) WHO ends Zika designation as international public health emergency ; News  publiée par la Revue Science le 18 novembre 2016
8. ↑  « Le virus zika : la nouvelle menace du moustique tigre » [PDF], sur ird.fr, mai 2014 (version du 18 octobre 2015 sur Internet Archive).
9. 1 2 3 4 5  (en) Heiman F. L. Wertheim, Peter Horby et John P. Woodall, Atlas of Human Infectious Diseases, Includes Desktop Edition, John Wiley & Sons, 2012 (ISBN 9781405184403, lire en ligne), p. 273.
10. 1 2 3 4 5 6  Stephen S. Whitehead & Theodore C. Pierson (2019) { Effects of dengue immunity on Zika virus infection / The factors that contributed to the explosive nature of the 2015 Zika outbreak in the Americas are not well understood. A new analysis explores the link between prior dengue virus exposure and Zika virus infection] |Nature |paru le 25 mars 2019
11. ↑  « Zika », sur Institut Pasteur (consulté le 10 janvier 2016).
12. ↑  (pt) « Vírus da zika chegou ao Brasil durante a Copa do Mundo » [« Le virus Zika arriva au Brésil durant la coupe du monde »], sur odia.ig.com.br, 15 mai 2015 (consulté le 14 janvier 2016).
13. ↑  Edouard Lamort, « Comment est apparu le virus Zika ? », L'Obs.fr,‎ 2 février 2016 (lire en ligne).
14. ↑  (pt) « Para infectologista, dengue deve ter mais atenção do que Zika » [« En matière de maladies infectieuses, la dengue est plus préoccupante que Zika »], sur jc.ne.10.uol.com.br, 23 juin 2015 (version du 10 février 2016 sur Internet Archive).
15. ↑  (pt) « Zika vírus já foi registrado em 14 estados, segundo Ministério da Saúde » [« Le virus Zika a été enregistré dans 14 États, selon le ministre de la Santé »], sur g1.globo.com, 13 novembre 2015 (consulté le 14 janvier 2016).
16. ↑  (pt) « Especialistas investigam aumento de casos de microcefalia no Nordeste » [« Les spécialistes étudient l'augmentation du nombre de cas de microcéphalie dans le Nordeste »], sur g1.globo.com, 22 novembre 2015 (consulté le 14 janvier 2016).
17. ↑  (pt) « Fiocruz comprova relação entre zika e doença rara » [« Fiocruz prouve une relation entre Zika et une maladie rare »], sur zh.clicrbs.com.br, 25 novembre 2015 (consulté le 14 janvier 2016).
18. ↑  Salud detectó la microcefalia en el feto a las 20 semanas de embarazo Los análisis confirman que el bebé, cuya madre se infectó de zika y dengue, sufre también otras malformaciones Jessica Mouzo Quintáns Barcelona 6 MAY 2016 - 11:51 CEST ccaa.elpais.com/ccaa/2016/05/06/catalunya/1462527002_006073.html
19. ↑  « SANTÉ / Zika : un cas de transmission sexuelle du virus en Rhône-Alpes », Vosges Matin,‎ 21 octobre 2016 (lire en ligne, consulté le 15 août 2020).
20. 1 2  « Infection à Virus Zika. Mise à jour mondiale », publication bilingue(Archive.org • Wikiwix • Archive.is • Google • Que faire ?), sur World Health Organization, 19 février 2016 (consulté le 21 février 2016), p. 77-81.
21. ↑  (en) Ling Yuan, Xing-Yao Huang, Zhong-Yu Liu et Feng Zhang, « A single mutation in the prM protein of Zika virus contributes to fetal microcephaly », Science,‎ 28 septembre 2017, article no eaam7120 (DOI 10.1126/science.aam7120).
22. ↑  (en) Martin Enserink, « Sex After a Field Trip Yields Scientific First », sur news.sciencemag.org, 6 avril 2011 (consulté le 3 avril 2013).
23. ↑  CDC (2016) Update: Interim Guidance for Prevention of Sexual Transmission of Zika Virus — United States, July 2016  Weekly / July 29, 2016 / 65(29);745–747
24. ↑  World Health Organization. Prevention of sexual transmission of Zika virus: interim guidance update. June 7, 2016. Geneva, Switzerland: World Health Organization; 2016. http://apps.who.int/iris/bitstream/10665/204421/1/WHO_ZIKV_MOC_16.1_eng.pdf?ua=1
25. ↑  Turmel JM, Abgueguen P, Hubert B, et al. Late sexual transmission of Zika virus related to persistence in the semen. Lancet 2016;387:2501
26. ↑  Mansuy J, Pasquier C, Daudin M, et al. Zika virus in semen of a patient returning from a non-epidemic area. Lancet Infect Dis 2016;16:894–5.
27. ↑  Fréour T, Mirallié S, Hubert B, et al. Sexual transmission of Zika virus in an entirely asymptomatic couple returning from a Zika epidemic area, France, April 2016. Euro Surveill 2016;21(23).
28. ↑  Prisant N, Bujan L, Benichou H, et al. (2016) Zika virus in the female genital tract. Lancet Infect Dis 2016. Epub July 11.
29. ↑  BBC News (2016) [Zika found to remain in sperm for record six month (Le sperme d'un Italien de 30 ans a été testé positif au virus Zika, six mois après les premiers symptômes de son infection), publié le 12 aout 2016
30. ↑  Virus Zika: les Etats-Unis recommandent aux hommes une abstinence de 6 mois, L'Express, 2 oct 2016
31. ↑  Steven Swinford (2016)Men told to wait half a year before trying to conceive after travelling to Zika-infected areas, 30 Septembre 2016
32. ↑  (en) M. Dreux, F.V. Chisari (2010) Viruses and the autophagy machinery ; Cell Cycle, 9, p. 1295–1307.
33. 1 2 3 4 5  (en) European Center for Disease Prevention and Control, « Zika virus infection: Factsheet for health professionals »(Archive.org • Wikiwix • Archive.is • Google • Que faire ?), sur ecdc.europa.eu (consulté le 1er avril 2013).
34. 1 2 3  (en) Yap State Department of Health Services, « Zika Virus: Information for clinicians and other health professionals »(Archive.org • Wikiwix • Archive.is • Google • Que faire ?) [PDF], sur spc.int, 2007 (consulté le 1er avril 2013).
35. ↑  (en-GB) « Zika situation report »(Archive.org • Wikiwix • Archive.is • Google • Que faire ?), sur World Health Organization (consulté le 26 mars 2016).
36. ↑  Paixao E, Cardim L, Costa M, "Mortality from Congenital Zika Syndrome — Nationwide Cohort Study in Brazil", NEJM, publication en ligne du 24 février 2022.
37. ↑  https://francais.medscape.com/voirarticle/3608241?uac=264901PJ&faf=1&sso=true&impID=4069365&src=WNL_mdplsfeat_220307_mscpedit_fr
38. ↑  « Global scientific community commits to sharing data on Zika » [« L'ensemble de la communauté scientifique s'engage à partager ses données sur Zika »](Archive.org • Wikiwix • Archive.is • Google • Que faire ?), sur .wellcome.ac.uk, 10 février 2016.
39. ↑  (en) « REPORT from Physicians in the Crop-Sprayed Villages regarding Dengue-Zika, microcephaly, and mass-spraying with chemical poisons » [PDF], sur reduas.com.ar.
40. ↑  « Dissiper les rumeurs concernant l'infection à virus Zika »(Archive.org • Wikiwix • Archive.is • Google • Que faire ?), sur Organisation mondiale de la Santé (consulté le 26 mars 2016).
41. ↑  Speer SD & pierson T.C (2016). Diagnostics for Zika virus on the horizon. Science, 353(6301), 750-751. (citation)
42. ↑  (en) « First commercial antibody tests for Zika virus », sur euroimmun.com (consulté le 6 février 2016).
43. ↑  HCSP. Avis relatif à la transmission du virus Zika par voie sexuelle. 8 février 2016.
44. ↑  « Un anticorps efficace contre Zika et la dengue » (consulté le 24 juin 2016).
45. ↑  « Recherche-développement sur le virus Zika: priorité aux vaccins, aux produits de diagnostic et aux techniques innovantes de lutte antivectorielle », sur Organisation mondiale de la santé, 9 mars 2016.
46. ↑  « Un vaccin sûr, efficace et abordable contre le virus Zika », sur cordis, 4 juin 2021 (consulté le 19 août 2021).
47. ↑  Claire Gatinois, « Au Brésil, le mystère des jumeaux infectés par Zika », Le Monde.fr,‎ 24 mai 2016 (lire en ligne)

### Liens de références
- Référence Arbovirus Catalog : Zika virus (en)
- (en) Catalogue of Life : Flavivirus: zika_virus ICTV
- (en) NCBI : Zika virus (taxons inclus)